# Mundo Atómico
Mundo Atómico fue una revista argentina de comunicación científica editada entre 1950 y 1955 por el sello de Haynes S.A. La revista, que contó con 23 números, estaba enfocada en la divulgación de saberes y novedades en ciencia y tecnología.
Las áreas de interés que abarcaba eran la matemática, la astronomía, el arte, la salud y la física. Se destacaba particularmente el uso del lenguaje visual para explicar el universo de posibilidades tecnológicas. La revista mostraba una línea editorial de apoyo al gobierno de Juan Domingo Perón por lo que se resaltaban los logros del sistema científico-tecnológico nacional y las inversiones realizadas por el estado nacional. En ese sentido estableció un contrapunto con la revista Ciencia e Investigación que publicaba la Asociación Argentina para el Progreso de las Ciencias (AAPC) y que representaba la visión académica basada en la libertad de investigación y la oposición a la planificación estatal.
Dejó de publicarse en 1955 tras el golpe militar que derrocó a Juan Domingo Peron.